# Минами-ку
Минами-ку (јап. 南区) Minami-ku је градска четврт града Кумамото, Јапан. Име ове четврти буквално значи "јужна четврт" и граничи се са четвртима Ниши-ку, Чуо-ку, Хигаши-ку, као и варошима Уки, Уто и градовима Кашима, Мифуне и Коса. По попису из 2012. године у четврти је живело 122.773 становника на површини од 110,02 км².